# 723 Hammonia
723 Hammonia è un asteroide della fascia principale del diametro medio di circa 35,68 km. Scoperto nel 1911, presenta un'orbita caratterizzata da un semiasse maggiore pari a 2,9922225 UA e da un'eccentricità di 0,0589486, inclinata di 4,98242° rispetto all'eclittica.
Il suo nome è un omaggio alla città di Amburgo, la cui personificazione si chiama appunto Hammonia.